# Винце, Йон
Йон Винце (настоящее имя — Янош Винце) (1 сентября 1910, Липова, Австро-Венгрия (ныне жудец Арад, Румынии) — 1996, Бухарест) — румынский политический, общественный и государственный деятель.

## Биография
Этнический венгр. Обучался в коммерческой академии Клуж-Напока. Получил специальность бухгалтера.
В 1930 году вступил в нелегальный Союз коммунистической молодёжи Румынии. Член Румынской коммунистической партии с 1931 года. Преследовался властями. С 1935 года неоднократно заключался в тюрьму за деятельность в поддержку РКП.
Во время Второй мировой войны в Бухаресте участвовал в действиях против фашистского режима Й. Антонеску. Был членом центрального руководства Коммунистической партии Румынии, которому были поручены вопросы воспитания молодежи столицы. Занимался изготовлением поддельных удостоверений личности членам Коммунистической партии, которые находились на нелегальном положении на территории Румынии. Принимал участие в конспиративных заседаниях, набирал и инструктировал новых членов коммунистического движения, получал и распространял материалы коммунистической пропаганды и давал указания относительно организации коммунистической молодежи Румынии.
В ноябре 1942 года военный трибунал приговорил его к пожизненной каторге. После переворота в Румынии (1944) вышел на свободу.
Занимал ряд ответственных постов в Румынской коммунистической партии (РКП), преобразованной в 1948 году в Румынскую рабочую партию (РРП), а в 1965 году возвратившей прежнее название.
В 1948—1960 гг. — член ЦК РРП.
В 1945 году назначен государственным прокурором Народного суда Румынии, затем, переведен на дипломатическую работу и назначен полномочного послом в Венгрии (1947).
Впоследствии стал министром лесного хозяйства (1948—1949), пищевой промышленности (1949—1950), заместителем министра внутренних дел и с 1952 г. — командующим войсками Департамента государственной безопасности. Генерал-майор (1952). Был руководителем административного отдела ЦК РРП до 1956 года. В 1960—1969 годы — заместитель председателя Комитета партийного контроля РРП/РКП.
В 1968 г. организовал и стал заместителем председателя Совета трудящихся венгерской национальности в Румынии. Работал вице-президентом Центрального партийного института (1965—1969) и членом Национального совета румынского радио и телевидения с марта 1971 года.
Депутат Великого национального собрания Румынии. В 1946—1948 и 1952—1957 годах — Председатель Великого национального собрания Румынии.
В мае 1961 года был награждён медалью «40-летие Коммунистической партии Румынии».
Был женат на политике Констанце Крэчун, Герое Социалистической Республики Румынияю